# Lovas Nagy Anna
Lovas Nagy Anna (1964. január 14. –) író, tárgyalkotó, grafikus, műsorvezető.

## Munkássága
A Tilos Rádió Zártkörű Lányok c. műsorának egykori szerkesztő műsorvezetője Egyik megalapítója a Labrisz  Leszbikus Egyesületnek.
Bódis Kriszta, Szaniszló Judit és Németh Ványi Klára közös munkájával, létrehozója a Re:Lit  Antielitista Művészeti és Közéleti Csoportnak. Gondozásuk alatt üzemel a Re:Literatura (röviden Re:Lit), internetes orgánum. Munkássága elismeréseképpen 2012-ben Háttér kulturális díjat kapott. Később LIFT díjat a Labrisz Leszbikus Egyesület díját a közösségért végzett munkájáért. 2017 óta Bécsben él. 

## Életpályája
Szülei részben ismeretlenek, nevelőszülőknél, majd állami gondozásban töltötte gyermekkorát.
Korai házasságából egy gyermeke született (Lovas Flóra). 
Szociális érdeklődése a segítő szakmák felé irányította. Dolgozott a Szegényeket Támogató Alapnál, Az Országos Pszichiátriai és Neurológiai Intézetben. Önkéntese volt a Háttér Társaságnak. Később tárgyalkotóként és kézművesként tartotta el magát és a családját, miközben írt, rajzolt, és illusztrált.

## Kiállítások
- Elveszett képeskönyv lapjai (1989), megnyitotta: Surányi András filmrendező
- A szombat angyalai (1994), megnyitotta: Raj Tamás rabbi
- Mielőtt felnőtt leszel (Flórának) (1998), megnyitotta: Raj Tamás rabbi
- Koporsók (2007)[3]
- Zombie-Barbie (2009)[3]

## Illusztrációk
- Lovas Nagy Anna (illusztrátor):Raj Tamás, Raj Ráhel, Amit tudni kell a zsidóságról (1990, Budapest, Makkabi Könyvkiadó)
- Lovas Nagy Anna (illusztrátor): Simon Tamás, Eszter Könyve  (1991, Budapest, Alef Könyvkiadó)
- Lovas Nagy Anna (illusztrátor): Matkovich Ilona, Semmi dráma (2011, Budapest, Göncöl Könyvkiadó)

## Kötet
- Lovas Nagy Anna (szerző): Verazélet (2011, Budapest, Noran Könyvesház)

## Film
- Mihez kezdjen egy fiatal leszbikus a nagyvárosban (2000)Budapesti Leszbikus Filmbizottság
- Takács Mária: Eltitkolt évek, 2009[halott link] Dokumentumfilm (szereplő)
- Báthory, Várvád, alkotó, kísérleti film és hangköltészet
- Interjú a magzattal

## Külső hivatkozások
Interneten elérhető művei
- Egy igaz magyar ember, Élet és Irodalom
- Verazélet c. kötet könyvbemutatója
- Bronzpaszta
- Gesztenyéskerti történet
- Csukázás, Élet és Irodalom
- Holdbázis, ICA
- Zöld disznó, Szombat

## Interjú Lovas Nagy Annával
- Matkovich Ilona interjú a Könyvjelzőben
- Népszabadság (2011.09.22)

## Egyéb
- Bódis Kriszta írja a Verazélet c. regényről
- A sikeres nő titka, PRAE[halott link]
- Szombat Szalon